# Кевин Уокер
Кевин Герберт Уокер (англ. Kevin Herbert Walker) — персонаж американского телесериала «Братья и сёстры». Роль исполняет британский актёр Мэттью Риз.

## Значение
Персонаж значим в истории американского эфирного телевидения тем что он стал первым главным героем телесериала, а не повторяющимся, приглашенным или просто с малым экранным временем и незначительной сюжетной линией, как было со многими ЛГБТ персонажами на телевидении. По словам создателей сериала, их целью было показать героя максимально реалистичным и равным с обществом, не хуже и не лучше других, что в итоге и вылилось в похвалу от авторитетных критиков.
Ещё один примечательный факт что ранее на телевидении практически никогда не показывали поцелуи между мужчинами-геями. В сериале «Мелроуз Плейс» сцена с поцелуем была хоть и снята, но в конечном счете вырезана при финальном монтаже, а в ситкоме «Уилл и Грейс», где один из главных героев гей за всю восьмилетнюю историю была всего пара поцелуев, а сериал 1980-х «Тридцать-с-чем-то» и вовсе потерял прибыль от рекламы из-за того что в кадре было показано как двое мужчин лежали в постели. В одном из эпизодов сериала «Отчаянные домохозяйки», который выходил на ABC часом ранее чем «Братья и сёстры» между двумя персонажами второго плана, Эндрю Ван де Кампом и Джастином был показан поцелуй в спальне. Довольно высокие рейтинги сериала и успехи у рекламодателей были восприняты ЛГБТ сообществом как начало признания не традиционных главных героев на телевидении.
Кроме того свадебная церемония Кевина с Скотти в финале второго сезона стала девятой однополой свадьбой в истории американского телевидения, и первой в истории с главным героем-геем. Все предыдущие однополые свадьбы, в таких шоу как «Розанна», «Друзья», «Симпсоны», «Северная сторона» и «Спин-Сити», были лишь между незначительными персонажами, которые не имели регулярного появления в сериалах.

## Сюжетная линия
Кевин родился 18 апреля 1971 года, став четвёртым ребёнком в семье Норы Уокер и Уильяма Уокера. Первый сексуальный опыт у Кевина был с девушкой по имени Сара Джимбл, а следующим летом он занимался сексом с парнем по имени Такер Бут, на семейном ранчо. Он встречался с одним парнем, и однажды его сестра застала их и рассказала об это Китти Уокер. Кевин попросил её не рассказывать свой секрет матери Норе, а в конечном счете сам ей рассказал вскоре на Рождество, и та поддержала его.
Кевин и Скотти познакомились когда второй проходил в качестве ключевого свидетеля в одном из дел Кевина. Скотти был стереотипным геем, и обвинял Кевина в его в «гетеросексуальном» поведении на работе и по жизни.
Следующие отношения у Кевина были с Чадом Барри (Джейсон Льюис), красивой звездой мыльной оперы, который скрывал то что он гей, прикрываясь невестой.
Кевин работал юристом в первых сезонах, а после перешел на работу к сенатору Роберту МакКалистеру, который в тот момент баллотировался на пост президента от либералов. В тот период у него были отношения с братом Роберта — Джейсоном, которые закончились когда тот уехал в Малайзию в качестве миссионера.
Спустя некоторое время после отъезда Джейсона, Кевин снова столкнулся со Скотти, когда у того не было денег и жилья. Он предложил ему временно пожить у него и стать просто друзьями. Между тем Джейсон не отвечал на звонки Кевина и в один прекрасный момент ему просто надоело его ждать и он решил расстаться с ним. Однажды вечером, Кевин и Скотти немного выпили, и на утро проснулись в одной постеле. Несколько дней спустя он, наконец, получил звонок от Джейсона. Он сказал Джейсону, что он спал со Скотти, а затем расстался с Джейсоном.
Когда Скотти требовалась медицинская страховка, Кевин сделал ему предложение. Скотти, обидевшись что Кевин думает лишь о финансовом положении отверг предложение.
Однажды Кевин решил помочь своему дяде Соулу пережить кризис. Кевин видел его на гей-мероприятии, хотя тот отрицал своё присутствие там. Соул спросил, как человек его возраста может быть геем. Кевин ответил что это не просто в любом возрасте. Это привело к тому что Кевин понял насколько для него важны отношения со Скотти. Когда он вернулся домой, он предложил ему брак, опустившись на одно колено. Скотти, вдохновленный поступком Кевина согласился, и в финале сезона они вступили в брак. В пятом, и последнем сезоне они удочерили девочку по имени Оливия, а также вернули своего сына Дэниэля, который был зачат в четвёртом сезоне с использованием суррогатной матери, которая в конечном счете сначала увезла его, а потом бросила.